# Pravidlá slovenského pravopisu
Pravidlá slovenského pravopisu è un dizionario ortografico per la lingua slovacca. È uno dei quattro manuali normativi della lingua slovacca codificata. Contiene informazioni sull'ortografia di lemmi e voci verbali, norme di punteggiatura, alcune regole grammaticali e un dizionario ortografico.

## Edizioni
Il titolo Pravidlá slovenského pravopisu è stato adottato dal 1991, le edizioni precedenti con i loro rispettivi titoli sono considerate edizioni precedenti della Pravidlá slovenského pravopisu.
- V. Vážny, Pravidlá slovenského pravopisu s abecedným pravopisným slovníkom, Štátne nakladateľstvo/Státní nakladatelství, Praha, 1931, 1. vydanie
- Anton Augustín Baník, Pravidlá slovenského pravopisu s pravopisným a gramatickým slovníkom, Matica slovenská, Turčiansky Svätý Martin, 1940, 1. („2“).vydanie:
- Š. Peciar et al., Pravidlá slovenského pravopisu s pravopisným a gramatickým slovníkom 1. ("3") - 11. ("13") vydanie: Vydavateľstvo SAV, Bratislava, 1953, 1954, 1957, 1962, 1963, 1964, 1965, 1966, 1967, 1970, 1971
- J. Kačala et al., Pravidlá slovenského pravopisu 1. ("14") – 3. („16“) vydanie, Veda, Bratislava, 1991, 1998, 2000

## Contenuto e sviluppo
La prima edizione del 1931 fu compilata sulla base della codificazione di Samuel Czambel, ma con una tendenza verso la lingua ceca (in particolare verso i boemismi) che allora penetrava in Slovacchia ed era considerata una lingua maggiore e più sistematica. Quest'edizione dà di preferenza quelle grafie che sono comuni tra ceco e slovacco, a volte codifica la versione ceca oppure accetta sia la grafia ceca sia quella slovacca. Anche riguardo al lessico ammette alcune parole ceche estranee allo slovacco o dà in parallelo a parole slovacche parole ceche dal medesimo significato. In alcuni casi, sono accolti anche magiarismi e germanismi.
Sulla codificazione della prima edizione vi fu un intenso dibattito. Obiezioni furono sollevate anche dagli intellettuali cechi. In Slovacchia, la maggior parte degli intellettuali considerò questa codificazione come un atto diretto contro la peculiarità della nazione slovacca e richiese una correzione. Nel 1932 uscì la rivista Slovenská reč (Lingua slovacca), organo della Matica slovenská. Il programma della redazione era di conservare la specificità e l'identità della lingua letteraria slovacca. Secondo questo programma, per la fonologia e la morfologia si dovevano adottare l'uso tradizionale letterario, per la sintassi e la fraseologia il modello era da ricercarsi nel linguaggio popolare e nelle opere dei grandi scrittori, il dizionario si doveva costruire dal fondo nazionale e le parole di origine ceca o tedesca dovevano essere evitate il più possibile. Ciò significò adottare l'ortografia seguita nell'uso letterario di Martin. Il lessico doveva comprendere le parole di uso comune, evitando le voci dialettali o le opere dei migliori scrittori. In Slovacchia, le autorità centrali usavano l'edizione boemizzante delle Pravidlá slovenského pravopisu, ma le opere edite dalla Matica slovenská usavano le convenzioni del purismo slovacco (Slovenská reč rappresentava la forma estrema di questa tendenza).
La successiva edizione delle Pravidlá slovenského pravopisu fu compilata da H. Bartek con l'incarico di caporedattore a partire dal 1931 secondo l'uso di Slovenská reč e della Matica slovenská. Nel 1939, tuttavia, la Commissione universitaria boccerà la proposta di Bartek.
L'edizione nel 1940, curata da Anton Augustín Baník, adottò sostanzialmente le convenzioni della Matica slovenská con una revisione minore di vecchie correzioni puristiche alla lingua letteraria. Fu modificata l'ortografia di alcune parole secondo la pronuncia letteraria, furono stabilite le norme di segnatura delle quantità in parole di origine straniera e furono corrette alcune regole grammaticali.
L'edizione del 1953 fu significativa, perché sancì la riforma del sistema ortografico. Questi i punti principali: il suffisso del passato in -ly (come oggi), la semplificazione della scrittura delle preposizioni s e z, la modificare della grafia del prefisso s-/z-, la codifica di -ie-/-e- nel genitivo plurale, la codofica di napäl/napol e così via. Lo scopo di queste norme fu quello di eliminare alcune (presunte) conseguenze della tendenza purista e di avvicinare l'ortografia alla pronuncia contemporanea e quindi di indebolire il principio di ortografia etimologica.
Queste regole furono in vigore dal 1953 al 1971 in diverse edizioni, come manuale di istruzione obbligatoria.
Dopo una lunga pausa, durante la quale il pubblico ha sempre più sentito la mancanza di regole ortografiche ufficiali, è uscita nel 1991, la nuova edizione delle Pravidlá slovenského pravopisu, con queste lievi modifiche:
- è cambiato l'uso delle maiuscole per i nomi di strade, ponti e simili (ulica Osloboditeľov – oggi: Ulica osloboditeľov);
- è cambiata la grafia per i nomi di personalità della storia ungherese;
- è stata introdotta la possibilità della doppia forma per dobiela/do biela, dovidenia/do videnia;
- è stata abolita l'eccezione della regola delle quantità per il participio presente (ad esempio píšúci - oggi píšuci), per i sostantivi in –ár, -áreň (prevádzkár oggi: prevádzkar) e in parole come kamzičí, trpasličé (kamzíčí – oggi kamzičí)
- è stata cambiata la grafia di smena (nel significato di turno lavorativo) in favore di zmena.